# Henri du Faur
Henri du Faur auch Henri du Faur de Pibrac genannt (geboren 1638; gestorben 3. August 1692 bei Steinkerken) war ein französischer Adliger und Fürstlich Cellischer Militär.
Er stammte aus dem Hause der Seigneurs de Pibrac. Er war Sohn des seit 1636 verheirateten „[...] du Faur, Seigneur de Marcault“ (gestorben 1652) und der Marie Stemple. Er diente zeitweilig als Page des französischen Heerführers und Marschalls Henri de La Tour d’Auvergne, vicomte de Turenne, bevor er 1667 – als einer der wenigen französischen Offiziere noch vor dem 1685 von dem „Sonnenkönig“ Ludwig XIV. erlassenen (Religions-)Edikt von Fontainebleau – als Hugenotte nach Celle ging und am Celler Hof unter dem katholischen Herzog Georg Wilhelm in das fürstlich-cellische Militär aufgenommen wurde.
Mit seiner Ehefrau „de Péan Dame de Fay“ war er Elter der späteren fürstlich-cellischen Hofdame Marianne du Faur de Pibrac (1674–1743), die am 24. August 1703 den Abt und Landschaftsdirektor des Fürstentums Lüneburg Ernst Joachim Grote ehelichte.
Als Oberst und Regimentschef starb Henri du Faur – ähnlich wie zahlreiche andere celleschen Gefallenen – während des Pfälzischen Erbfolgekriegs am 3. August 1692 in der Schlacht bei Steenkerke in Flandern gegen die Truppen des Königreichs Frankreichs. Seine Ehefrau überlebte ihn um mehr als drei Jahrzehnte und starb am 13. Mai 1724 in Celle.